# Rondo
Rondo znamená kruh nebo kolečko.
V hudbě rondo znamená zhruba toto: (Příklad) Píseň X – Píseň Y – Píseň X – Píseň N – Píseň X – Píseň M – Píseň X. Jedná se o hudební formu, v níž se jeden díl několikrát (a to nejméně třikrát) opakuje a mezi jeho návraty jsou vkládány další kontrastní díly, krátká témata – malé rondo, delší celky – velké rondo.
V literatuře jde o lyrickou báseň o třech slokách a dvou rýmech, v níž se opakuje třikrát začátek prvního verše.

## Nejznámější ronda
- Pějme píseň dokola
- Zvonkové rondo z Koncertu h moll (autor Nicolo Paganini)